# Battlestar Galactica/Episodenliste
Diese Episodenliste enthält alle Episoden der US-amerikanischen Science-Fiction-Serie Battlestar Galactica, sortiert nach der englischsprachigen Erstausstrahlung. Zwischen 2003 und 2009 entstanden in vier Staffeln und einem Fernsehfilm insgesamt 75 Episoden.

## Übersicht
|                                  |                              | Englischsprachige Erstausstrahlung | Deutschsprachige Erstausstrahlung | Deutschsprachige Erstausstrahlung |
|                                  | Länge im Fernsehen           | Zeitraum                           | Zeitraum                          | Sender                            |
| -------------------------------- | ---------------------------- | ---------------------------------- | --------------------------------- | --------------------------------- |
| Fernseh-Miniserie                | 2-mal 90 Min.                | 8. Dez. 2003 – 9. Dez. 2003        | 14. Apr. 2005 – 15. Apr. 2005     | Premiere                          |
| Staffel 1                        | 13-mal 45 Min.               | 18. Okt. 2004 – 24. Jan. 2005      | 3. Okt. 2005 – 25. Dez. 2005      | Premiere                          |
| Staffel 2 (Teil 1)               | 10-mal 45 Min.               | 15. Juli 2005 – 23. Sep. 2005      | 2. Jan. 2006 – 9. März 2006       | Premiere                          |
| Staffel 2 (Teil 2)               | 10-mal 45 Min.               | 6. Jan. 2006 – 10. März 2006       | 16. März 2006 – 11. Mai 2006      | Premiere                          |
| Staffel 3                        | 20-mal 45 Min.               | 6. Okt. 2006 – 25. März 2007       | 19. Nov. 2007 – 4. Apr. 2008      | Premiere                          |
| Fernsehfilm Auf Messers Schneide | 88 Min.                      | 24. Nov. 2007                      | 1. Nov. 2008 – 8. Nov. 2008       | FOX Channel                       |
| Staffel 4 (Teil 1)               | 10-mal 45 Min.               | 4. Apr. 2008 – 13. Juni 2008       | 15. Nov. 2008 – 19. Jan. 2009     | FOX Channel                       |
| Staffel 4 (Teil 2)               | 9-mal 45 Min., 1-mal 98 Min. | 16. Jan. 2009 – 20. März 2009      | 15. Sep. 2009 – 24. Nov. 2009     | FOX Channel                       |
| Direct-to-DVD-Film The Plan      | 90 Min.                      | 10. Jan. 2010                      | 16. Aug. 2010                     | Sky Cinema +1                     |

## Miniserie
Die Miniserie besteht aus zwei, etwa 90-minütigen Episoden und wird auch als Pilotfilm angesehen.
| Nr. (ges.) | Nr. (St.) | Deutscher Titel | Originaltitel | Erstausstrahlung USA | Deutschsprachige Erstausstrahlung (D, A, CH) | Regie         | Drehbuch        |
| ---------- | --------- | --------------- | ------------- | -------------------- | -------------------------------------------- | ------------- | --------------- |
| 0a         | 0a        | Teil 1          | Part 1        | 8. Dez. 2003         | 14. Apr. 2005                                | Michael Rymer | Ronald D. Moore |
| 0b         | 0b        | Teil 2          | Part 2        | 9. Dez. 2003         | 15. Apr. 2005                                | Michael Rymer | Ronald D. Moore |

## Staffel 1
Die Erstausstrahlung der ersten Staffel war vom 18. Oktober 2004 bis zum 24. Januar 2005 auf dem britischen Fernsehsender Sky One zu sehen. Die deutschsprachige Erstausstrahlung sendete der deutsche Pay-TV-Sender Premiere vom 3. Oktober bis zum 25. Dezember 2005. Die Erstausstrahlung im deutschen Free-TV fand am 8. Februar 2006 auf RTL II statt.
| Nr. (ges.) | Nr. (St.) | Deutscher Titel               | Originaltitel                 | Erstausstrahlung UK | Deutschsprachige Erstausstrahlung (D, A, CH) | Regie                | Drehbuch                                         |
| ---------- | --------- | ----------------------------- | ----------------------------- | ------------------- | -------------------------------------------- | -------------------- | ------------------------------------------------ |
| 1          | 1         | 33 Minuten                    | 33                            | 18. Okt. 2004       | 3. Okt. 2005                                 | Michael Rymer        | Ronald D. Moore                                  |
| 2          | 2         | Wassermangel                  | Water                         | 25. Okt. 2004       | 10. Okt. 2005                                | Marita Grabiak       | Ronald D. Moore                                  |
| 3          | 3         | Meuterei auf der Astral Queen | Bastille Day                  | 1. Nov. 2004        | 17. Okt. 2005                                | Allan Kroeker        | Toni Graphia                                     |
| 4          | 4         | Zeichen der Reue (1)          | Act of Contrition (1)         | 8. Nov. 2004        | 24. Okt. 2005                                | Rod Hardy            | Bradley Thompson & David Weddle                  |
| 5          | 5         | Kein Weg zurück (2)           | You Can’t Go Home Again (2)   | 15. Nov. 2004       | 31. Okt. 2005                                | Sergio Mimica-Gezzan | Carla Robinson                                   |
| 6          | 6         | Das Tribunal                  | Litmus                        | 22. Nov. 2004       | 7. Nov. 2005                                 | Rod Hardy            | Jeff Vlaming                                     |
| 7          | 7         | Unter Verdacht                | Six Degrees of Separation     | 29. Nov. 2004       | 14. Nov. 2005                                | Robert Young         | Michael Angeli                                   |
| 8          | 8         | Fleisch und Blut              | Flesh and Bone                | 6. Dez. 2004        | 21. Nov. 2005                                | Brad Turner          | Toni Graphia                                     |
| 9          | 9         | Ellen                         | Tigh Me Up, Tigh Me Down      | 13. Dez. 2004       | 28. Nov. 2005                                | Edward James Olmos   | Jeff Vlaming                                     |
| 10         | 10        | Die Hand Gottes               | The Hand of God               | 3. Jan. 2005        | 4. Dez. 2005                                 | Jeff Woolnough       | Bradley Thompson & David Weddle                  |
| 11         | 11        | Der Zwölferrat                | Colonial Day                  | 10. Jan. 2005       | 11. Dez. 2005                                | Jonas Pate           | Carla Robinson                                   |
| 12         | 12        | Kobol – Teil 1                | Kobol’s Last Gleaming: Part 1 | 17. Jan. 2005       | 18. Dez. 2005                                | Michael Rymer        | Handlung: David Eick Schauspiel: Ronald D. Moore |
| 13         | 13        | Kobol – Teil 2                | Kobol’s Last Gleaming: Part 2 | 24. Jan. 2005       | 25. Dez. 2005                                | Michael Rymer        | Handlung: David Eick Schauspiel: Ronald D. Moore |

## Staffel 2
Die Erstausstrahlung der zweiten Staffel war vom 15. Juli 2005 bis zum 5. März 2006 auf dem US-amerikanischen Fernsehsender Sci Fi Channel zu sehen. Die deutschsprachige Erstausstrahlung sendete der deutsche Pay-TV-Sender Premiere vom 2. Januar bis zum 11. Mai 2006.
| Nr. (ges.) | Nr. (St.) | Deutscher Titel               | Originaltitel                 | Erstausstrahlung USA | Deutschsprachige Erstausstrahlung (D, A, CH) | Regie                | Drehbuch                                                 |
| ---------- | --------- | ----------------------------- | ----------------------------- | -------------------- | -------------------------------------------- | -------------------- | -------------------------------------------------------- |
| 14         | 1         | Die verlorene Flotte (1)      | Scattered (1)                 | 15. Juli 2005        | 2. Jan. 2006                                 | Michael Rymer        | David Weddle & Bradley Thompson                          |
| 15         | 2         | Im Tal der Finsternis (2)     | Valley of Darkness (2)        | 22. Juli 2005        | 9. Jan. 2006                                 | Michael Rymer        | David Weddle & Bradley Thompson                          |
| 16         | 3         | Die Gesetze des Krieges       | Fragged                       | 29. Juli 2005        | 16. Jan. 2006                                | Sergio Mimica-Gezzan | Dawn Prestwich & Nicole Yorkin                           |
| 17         | 4         | Leben und Sterben             | Resistance                    | 5. Aug. 2005         | 23. Jan. 2006                                | Allan Kroeker        | Toni Graphia                                             |
| 18         | 5         | Die Farm                      | The Farm                      | 12. Aug. 2005        | 30. Jan. 2006                                | Rod Hardy            | Carla Robinson                                           |
| 19         | 6         | Heimat – Teil 1               | Home: Part 1                  | 19. Aug. 2005        | 6. Feb. 2006                                 | Sergio Mimica-Gezzan | David Eick                                               |
| 20         | 7         | Heimat – Teil 2               | Home: Part 2                  | 29. Aug. 2005        | 13. Feb. 2006                                | Jeff Woolnough       | David Eick & Ronald D. Moore                             |
| 21         | 8         | Die Reporterin                | Final Cut                     | 9. Sep. 2005         | 20. Feb. 2006                                | Robert Young         | Mark Verheiden                                           |
| 22         | 9         | Die Hoffnung lebt             | Flight of the Phoenix         | 16. Sep. 2005        | 27. Feb. 2006                                | Michael Nankin       | David Weddle & Bradley Thompson                          |
| 23         | 10        | Pegasus (1)                   | Pegasus (1)                   | 23. Sep. 2005        | 9. März 2006                                 | Michael Rymer        | Anne Cofell Saunders                                     |
| 24         | 11        | Die Auferstehung – Teil 1 (2) | Resurrection Ship: Part 1 (2) | 6. Jan. 2006         | 16. März 2006                                | Michael Rymer        | Handlung: Anne Cofell Saunders Schauspiel: Michael Rymer |
| 25         | 12        | Die Auferstehung – Teil 2 (3) | Resurrection Ship: Part 2 (3) | 13. Jan. 2006        | 23. März 2006                                | Michael Rymer        | Michael Rymer & Ronald D. Moore                          |
| 26         | 13        | Sabotage                      | Epiphanies                    | 20. Jan. 2006        | 30. März 2006                                | Rod Hardy            | Joel Anderson Thompson                                   |
| 27         | 14        | Schwarzmarkt                  | Black Market                  | 27. Jan. 2006        | 6. Apr. 2006                                 | James Head           | Mark Verheiden                                           |
| 28         | 15        | Der beste Jäger der Zylonen   | Scar                          | 3. Feb. 2006         | 13. Apr. 2006                                | Michael Nankin       | David Weddle & Bradley Thompson                          |
| 29         | 16        | Das Opfer                     | Sacrifice                     | 10. Feb. 2006        | 20. Apr. 2006                                | Rey Villalobos       | Anne Cofell Saunders                                     |
| 30         | 17        | Mensch und Maschine           | The Captain’s Hand            | 17. Feb. 2006        | 27. Apr. 2006                                | Sergio Mimica-Gezzan | Jeff Vlaming                                             |
| 31         | 18        | Download                      | Downloaded                    | 24. Feb. 2006        | 4. Mai 2006                                  | Jeff Woolnough       | Bradley Thompson & David Weddle                          |
| 32         | 19        | Das neue Caprica – Teil 1     | Lay Down Your Burdens: Part 1 | 3. März 2006         | 11. Mai 2006                                 | Michael Rymer        | Ronald D. Moore                                          |
| 33         | 20        | Das neue Caprica – Teil 2     | Lay Down Your Burdens: Part 2 | 10. März 2006        | 11. Mai 2006                                 | Michael Rymer        | Anne Cofell Saunders & Mark Verheiden                    |

## Staffel 3
Die Erstausstrahlung der dritten Staffel war vom 6. Oktober 2006 bis zum 25. März 2007 auf dem US-amerikanischen Fernsehsender Sci Fi Channel zu sehen. Die deutschsprachige Erstausstrahlung sendete der deutsche Pay-TV-Sender Premiere vom 19. November 2007 bis zum 4. April 2008.
| Nr. (ges.) | Nr. (St.) | Deutscher Titel         | Originaltitel                        | Erstausstrahlung USA | Deutschsprachige Erstausstrahlung (D, A, CH) | Regie                 | Drehbuch                             |
| ---------- | --------- | ----------------------- | ------------------------------------ | -------------------- | -------------------------------------------- | --------------------- | ------------------------------------ |
| 34         | 1         | Okkupation              | Occupation                           | 6. Okt. 2006         | 19. Nov. 2007                                | Sergio Mimica-Gezzan  | Ronald D. Moore                      |
| 35         | 2         | Am Abgrund              | Precipice                            | 6. Okt. 2006         | 23. Nov. 2007                                | Sergio Mimica-Gezzan  | Ronald D. Moore                      |
| 36         | 3         | Exodus – Teil 1         | Exodus: Part 1                       | 13. Okt. 2006        | 30. Nov. 2007                                | Félix Enríquez Alcalá | Bradley Thompson & David Weddle      |
| 37         | 4         | Exodus – Teil 2         | Exodus: Part 2                       | 20. Okt. 2006        | 7. Dez. 2007                                 | Félix Enríquez Alcalá | Bradley Thompson & David Weddle      |
| 38         | 5         | Verräter                | Collaborators                        | 27. Okt. 2006        | 14. Dez. 2007                                | Michael Rymer         | Mark Verheiden                       |
| 39         | 6         | Virus                   | Torn                                 | 3. Nov. 2006         | 21. Dez. 2007                                | Jean de Segonzac      | Anne Cofell Saunders                 |
| 40         | 7         | Immun                   | A Measure of Salvation               | 10. Nov. 2006        | 4. Jan. 2008                                 | Bill Eagles           | Michael Angeli                       |
| 41         | 8         | Helden                  | Hero                                 | 17. Nov. 2006        | 11. Jan. 2008                                | Michael Rymer         | David Eick                           |
| 42         | 9         | Der Ring                | Unfinished Business                  | 1. Dez. 2006         | 18. Jan. 2008                                | Robert Young          | Michael Taylor                       |
| 43         | 10        | Auftrag ausgeführt      | The Passage                          | 8. Dez. 2006         | 25. Jan. 2008                                | Michael Nankin        | Jane Espenson                        |
| 44         | 11        | Das Auge des Jupiter    | The Eye of Jupiter                   | 15. Dez. 2006        | 1. Feb. 2008                                 | Michael Rymer         | Mark Verheiden                       |
| 45         | 12        | Die Supernova           | Rapture                              | 21. Jan. 2007        | 8. Feb. 2008                                 | Michael Rymer         | Bradley Thompson & David Weddle      |
| 46         | 13        | Zuckerbrot und Peitsche | Taking a Break from All Your Worries | 28. Jan. 2007        | 15. Feb. 2008                                | Edward James Olmos    | Michael Taylor                       |
| 47         | 14        | Allein gegen den Hass   | The Woman King                       | 11. Feb. 2007        | 22. Feb. 2008                                | Michael Rymer         | Michael Angeli                       |
| 48         | 15        | Bis nächstes Jahr       | A Day in the Life                    | 18. Feb. 2007        | 29. Feb. 2008                                | Rod Hardy             | Mark Verheiden                       |
| 49         | 16        | Streik!                 | Dirty Hands                          | 25. Feb. 2007        | 7. März 2008                                 | Wayne Rose            | Jane Espenson & Anne Cofell Saunders |
| 50         | 17        | Ruf aus dem Jenseits    | Maelstrom                            | 4. März 2007         | 14. März 2008                                | Michael Nankin        | Bradley Thompson & David Weddle      |
| 51         | 18        | Berufung                | The Son Also Rises                   | 11. März 2007        | 21. März 2008                                | Robert Young          | Michael Angeli                       |
| 52         | 19        | Am Scheideweg – Teil 1  | Crossroads: Part 1                   | 18. März 2007        | 28. März 2008                                | Michael Rymer         | Michael Taylor                       |
| 53         | 20        | Am Scheideweg – Teil 2  | Crossroads: Part 2                   | 25. März 2007        | 4. Apr. 2008                                 | Michael Rymer         | Mark Verheiden                       |

## Fernsehfilm „Auf Messers Schneide“
Der Fernsehfilm „Auf Messers Schneide“ (Originaltitel Razor) erzählt die Geschichte des Kampfstern Pegasus und wurde nach der dritten Staffel ausgestrahlt. Chronologisch reiht sich der Film zwischen der 17. und 18. Folge der zweiten Staffel ein. Die Erstausstrahlung war am 24. November 2007 auf dem US-amerikanischen Fernsehsender Sci Fi Channel zu sehen. Die deutschsprachige Erstausstrahlung sendete der deutsche Pay-TV-Sender FOX Channel in zwei Teilen am 1. und 8. November 2008.
| Nr. (ges.) | Nr. (St.) | Deutscher Titel               | Originaltitel | Erstausstrahlung USA | Deutschsprachige Erstausstrahlung (D, A) | Regie                 | Drehbuch       |
| ---------- | --------- | ----------------------------- | ------------- | -------------------- | ---------------------------------------- | --------------------- | -------------- |
| 54         | 1         | Auf Messers Schneide – Teil 1 | Razor: Part 1 | 24. Nov. 2007        | 1. Nov. 2008                             | Félix Enríquez Alcalá | Michael Taylor |
| 55         | 2         | Auf Messers Schneide – Teil 2 | Razor: Part 2 | 24. Nov. 2007        | 8. Nov. 2008                             | Félix Enríquez Alcalá | Michael Taylor |

## Staffel 4
Die Erstausstrahlung der vierten Staffel war vom 4. April 2008 bis zum 20. März 2009 auf dem US-amerikanischen Fernsehsender Sci Fi Channel zu sehen. Die deutschsprachige Erstausstrahlung sendete der deutsche Pay-TV-Sender FOX Channel vom 15. November 2008 bis zum 24. November 2009.
| Nr. (ges.) | Nr. (St.) | Deutscher Titel                 | Originaltitel                 | Erstausstrahlung USA | Deutschsprachige Erstausstrahlung (D, A)      | Regie                 | Drehbuch                        |
| ---------- | --------- | ------------------------------- | ----------------------------- | -------------------- | --------------------------------------------- | --------------------- | ------------------------------- |
| 56         | 1         | Auferstehung                    | He That Believeth in Me       | 4. Apr. 2008         | 15. Nov. 2008                                 | Michael Rymer         | Bradley Thompson & David Weddle |
| 57         | 2         | Die letzten Fünf                | Six of One                    | 11. Apr. 2008        | 22. Nov. 2008                                 | Anthony Hemingway     | Michael Angeli                  |
| 58         | 3         | Die Verblendeten                | The Ties That Bind            | 18. Apr. 2008        | 29. Nov. 2008                                 | Michael Nankin        | Michael Taylor                  |
| 59         | 4         | Perfekter Schmerz               | Escape Velocity               | 25. Apr. 2008        | 6. Dez. 2008                                  | Edward James Olmos    | Jane Espenson                   |
| 60         | 5         | Meuterei im All                 | The Road Less Traveled        | 2. Mai 2008          | 13. Dez. 2008                                 | Michael Rymer         | Mark Verheiden                  |
| 61         | 6         | Ans andere Ufer                 | Faith                         | 9. Mai 2008          | 20. Dez. 2008                                 | Michael Nankin        | Seamus Kevin Fahey              |
| 62         | 7         | Rat mal, was zum Essen kommt    | Guess What’s Coming to Dinner | 16. Mai 2008         | 27. Dez. 2008                                 | Wayne Rose            | Michael Angeli                  |
| 63         | 8         | Sine Qua Non                    | Sine Qua Non                  | 27. Mai 2008         | 5. Jan. 2009                                  | Rod Hardy             | Michael Taylor                  |
| 64         | 9         | Wir alle sind sterblich         | The Hub                       | 6. Juni 2008         | 12. Jan. 2009                                 | Paul Edwards          | Jane Espenson                   |
| 65         | 10        | Zur Erde!                       | Revelations                   | 13. Juni 2008        | 19. Jan. 2009                                 | Michael Rymer         | Bradley Thompson & David Weddle |
| 66         | 11        | Die Strömung erledigt den Rest  | Sometimes a Great Notion      | 16. Jan. 2009        | 15. Sep. 2009                                 | Michael Nankin        | Bradley Thompson & David Weddle |
| 67         | 12        | Erschöpfung                     | A Disquiet Follows My Soul    | 23. Jan. 2009        | 22. Sep. 2009                                 | Ronald D. Moore       | Ronald D. Moore                 |
| 68         | 13        | Die Lunte brennt                | The Oath                      | 30. Jan. 2009        | 29. Sep. 2009                                 | John Dahl             | Mark Verheiden                  |
| 69         | 14        | Blut in der Waagschale          | Blood on the Scales           | 6. Feb. 2009         | 6. Okt. 2009                                  | Wayne Rose            | Michael Angeli                  |
| 70         | 15        | Das verlorene Paradies          | No Exit                       | 13. Feb. 2009        | 13. Okt. 2009                                 | Gwyneth Horder-Payton | Ryan Mottesheard                |
| 71         | 16        | Systemblockade                  | Deadlock                      | 20. Feb. 2009        | 20. Okt. 2009                                 | Robert Young          | Jane Espenson                   |
| 72         | 17        | Der Pianomann                   | Someone to Watch Over Me      | 27. Feb. 2009        | 27. Okt. 2009                                 | Michael Nankin        | Bradley Thompson & David Weddle |
| 73         | 18        | Gestrandet in den Sternen       | Islanded in a Stream of Stars | 6. März 2009         | 3. Nov. 2009                                  | Edward James Olmos    | Michael Taylor                  |
| 74         | 19        | Götterdämmerung – Teil 1        | Daybreak: Part 1              | 13. März 2009        | 10. Nov. 2009                                 | Michael Rymer         | Ronald D. Moore                 |
| 75         | 20        | Götterdämmerung – Teile 2 und 3 | Daybreak: Part 2              | 20. März 2009        | 17. Nov. 2009 (Teil 1) 24. Nov. 2009 (Teil 2) | Michael Rymer         | Ronald D. Moore                 |